# Лимбарська Гора
Лимбарська Гора (словен. Limbarska Gora) — поселення в общині Моравче, Осреднєсловенський регіон, Словенія. 
Висота над рівнем моря: 715,5 м.